# Wododział kontynentalny Ameryki

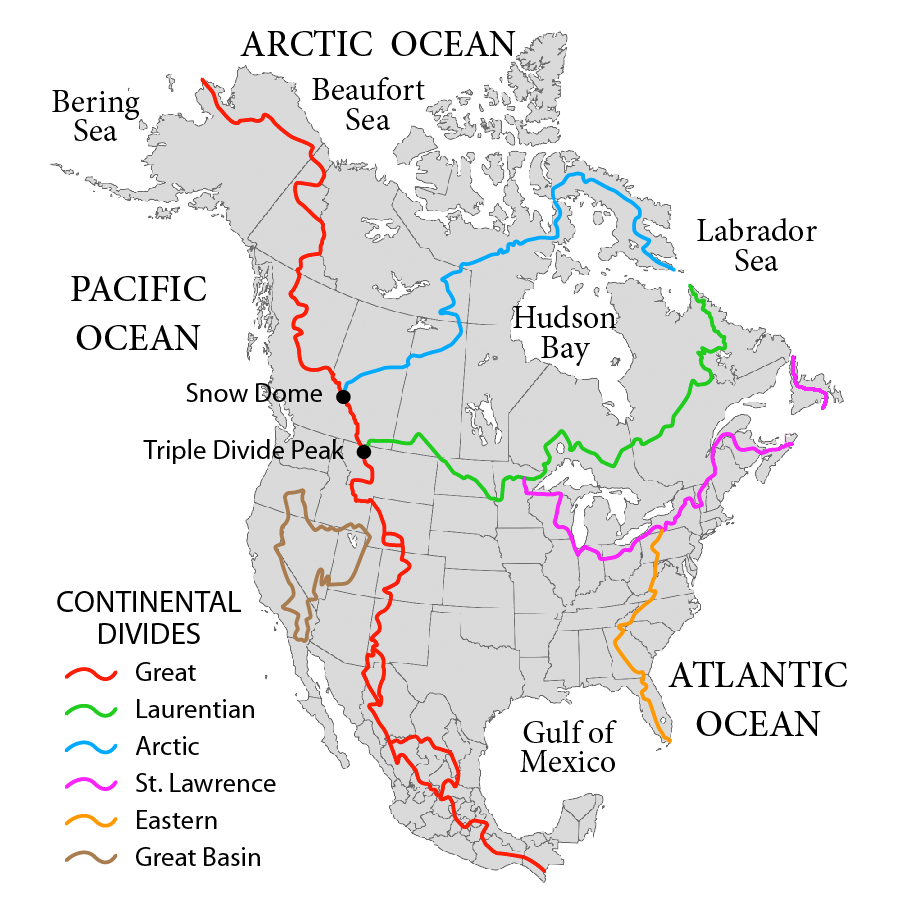
Przebieg wododziału w Ameryce Północnej (czerwona linia)

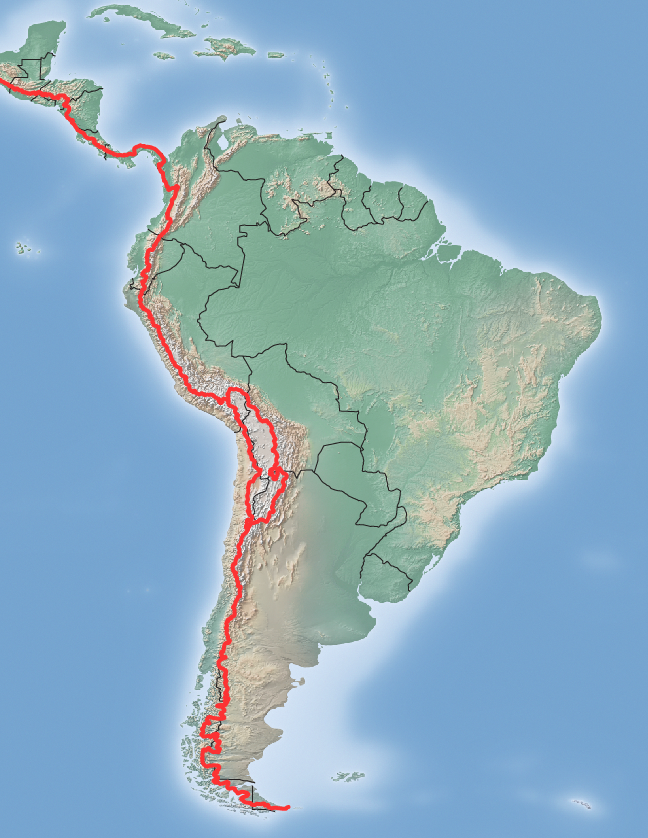
Przebieg wododziału w Ameryce Południowej

Wododział kontynentalny Ameryki – umowna linia rozgraniczająca  zlewnie Oceanu Spokojnego i Oceanu Atlantyckiego. Podział ciągnie się na północy od Cieśniny Beringa i biegnie szczytami łańcuchów górskich na południe, kończąc swój bieg na południowym krańcu Ameryki Południowej na cieśninie Magellana. Wododział kontynentalny Ameryki biegnie głównie w zachodniej części obu kontynentów.

## Przebieg w Ameryce Północnej

### Alaska
Wododział na północy zaczyna się na Przylądku Księcia Walii na półwyspie Seward (najdalej na zachód wysunięty punkt Ameryki) i biegnie północną częścią Alaski do granicy z Kanadą. 

### Kanada
Po przekroczeniu granicy biegnie zygzakami na południe przez terytorium Jukonu. Po osiągnięciu Kolumbii Brytyjskiej wododział biegnie wierzchołkami gór Cassiar i gór Omineca. Po osiągnięciu granicy z terytorium Alberta dociera do Canadian Rockies - północnej części Gór Skalistych. Biegnąc wierzchołkiem tej formacji, która tworzy granicę pomiędzy terytoriami Alberty i Kolumbii Brytyjskiej, dociera do granicy ze Stanami Zjednoczonymi.

### Stany Zjednoczone

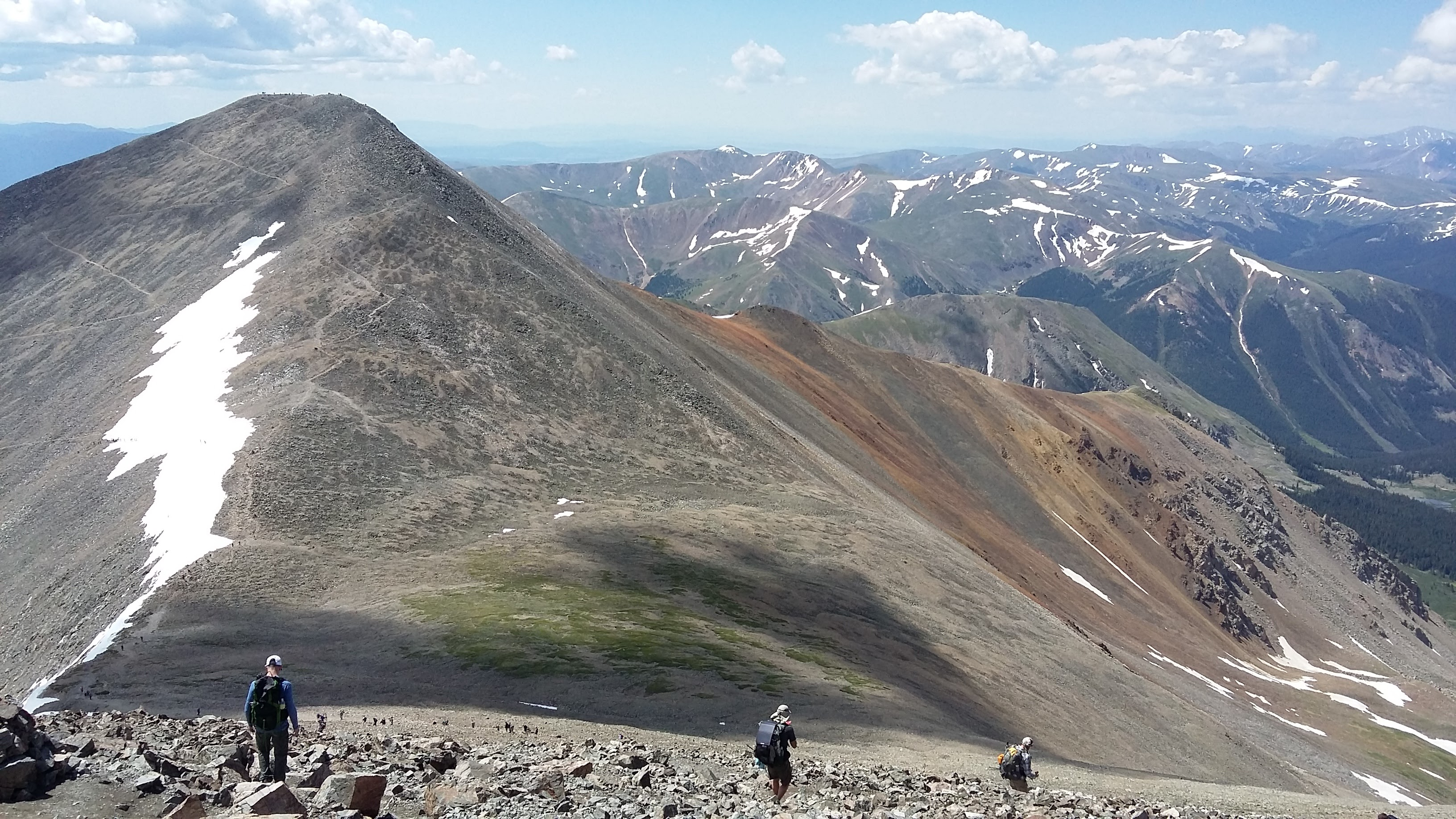
Fragment Narodowego Szlaku Widokowego, ze szczytu Torreys na Grays Peak

Wododział kontynentalny rozpoczyna się w północno-wschodniej części stanu Montana tworząc granicę pomiędzy kanadyjskim Parkiem Narodowym Waterton Lakes i amerykańskim Parkiem Narodowym Glacier. Następnie tworzy fragment granicy pomiędzy Montaną i Idaho. W Stanach Zjednoczonych po opuszczeniu Montany podział biegnie łańcuchami Gór Skalistych poprzez stany Wyoming, Kolorado i Nowy Meksyk do granicy z Meksykiem. W stanie Wyoming podział biegnie między innymi poprzez Park Narodowy Yellowstone. Natomiast w Kolorado podział biegnie przez Park Narodowy Gór Skalistych, tworząc otwarty w 1997 roku wysokogórski szlak o długości 48 km biegnący wierzchołkami gór. W 1978 roku Prezydent Stanów Zjednoczonych podpisał akt ustanawiający cały wododział kontynentalny w Stanach Zjednoczonych Narodowym Szlakiem Widokowym (ang. Continental Divide National Scenic Trail). Najwyższym punktem wododziału jest Grays Peak, szczyt leżący w centralnej części stanu Kolorado.

## Ameryka Środkowa
Wododział rozdziela się na dwie linie w południowej części amerykańskiego Stanu Nowy Meksyk. Granicę z Meksykiem przekracza w okolicach El Paso, biegnąc równolegle dwoma łańcuchami gór Sierra Madre Zachodnia i Sierra Madre Południowa. W Meksyku wododział biegnie na południe stanami Chihuahua, Durango, Zacatecas, Guanajuato, Oaxaca i Chiapas, gdzie opuszcza granicę wchodząc na teren Gwatemali. W Gwatemali dział wodny biegnie w odległości kilkudziesięciu kilometrów równolegle do wybrzeża Spokojnego, poprzez najwyższe szczyty tego kraju Tajumulco, Tacaná i Acatenango. Po opuszczeniu tego kraju wododział biegnie także wzdłuż wybrzeża kolejno poprzez Honduras, Nikaraguę, Kostarykę i Panamę.

## Ameryka Południowa

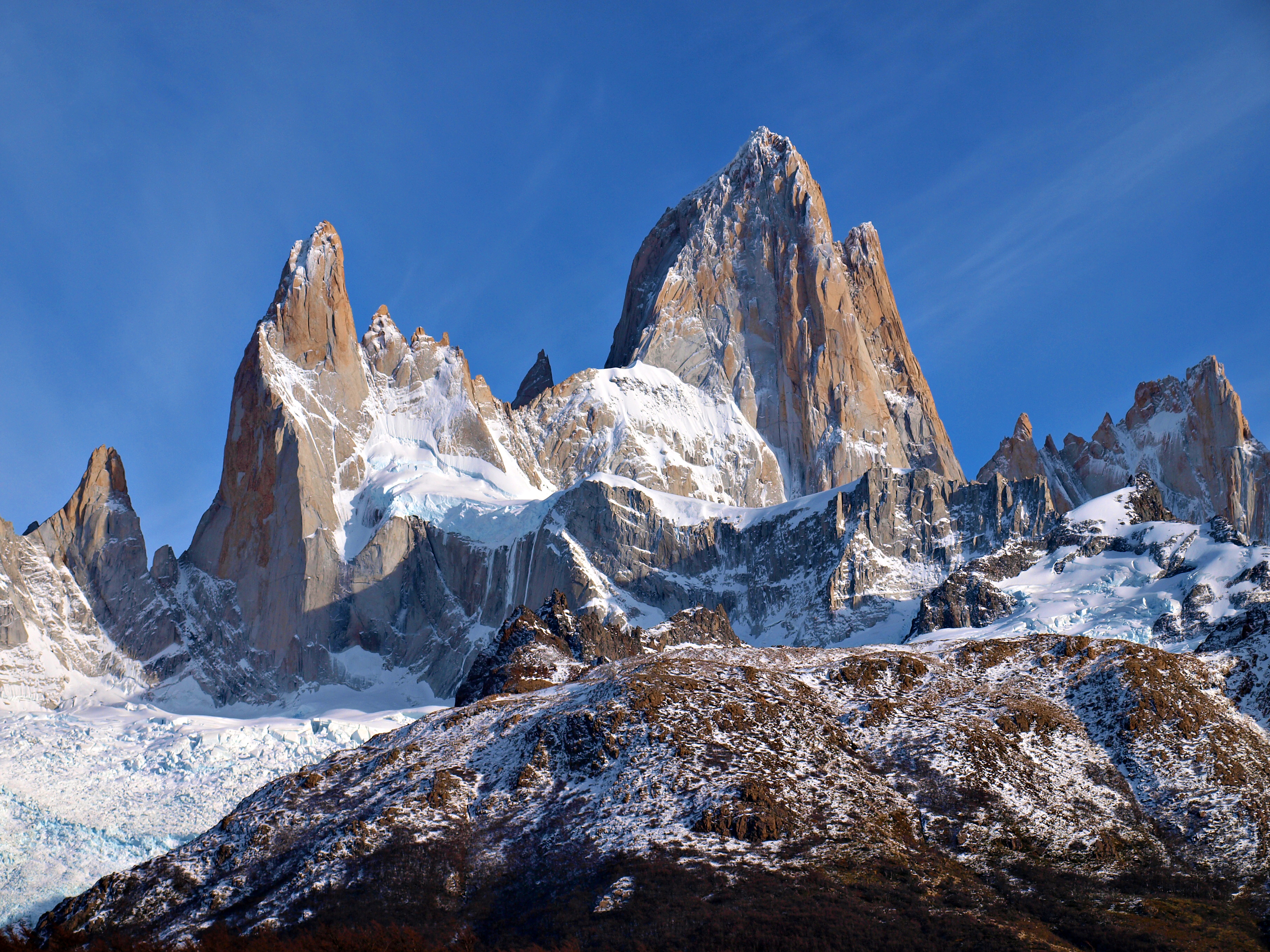
Fitz Roy na granicy Chile i Argentyny, w pobliżu którego biegnie południowa część wododziału

Południowa część działu wodnego Ameryki biegnie grzbietem Andów. Po opuszczeniu Panamy wododział biegnie wzdłuż wybrzeża i w połowie Kolumbii wchodzi na grzbiet główny Andów, biegnąc w pobliżu miast Medellín i Cali. Na całym kontynencie biegnie on po jego zachodniej części, stosunkowo blisko wybrzeża Oceanu Spokojnego. Następnym krajem jest Ekwador, w którym biegnie centralnie przez kraj w pobliżu jego stolicy Quito. 
Po opuszczeniu Kolumbii wododział biegnie południowo-zachodnią częścią Peru, około 100 km od wybrzeża. Następnie biegnie granicą Chile z Boliwią i Argentyną, grzbietem gór Frontal Cordillera, aż do południowej Patagonii i Ziemi Ognistej. Na granicy Chile i Argentyny znajduje się najwyższy szczyt wododziału Ojos del Salado (6893 m n.p.m.). Wododział kontynentalny kończy się na półwyspie Brunswick, najdalej na południe wysuniętym fragmencie stałego lądu. Naturalną jego kontynuacją jest jednak grzbiet Andów na części wyspy Ziemi Ognistej, należącej do Argentyny. Wtedy to za koniec podziału należy uznać przylądek Cabo San Diego, leżący na najdalej na wschód wysuniętym krańcu półwyspu Mitra.

## Wododział a ekonomia
Wododział znalazł również swój oddźwięk w ekonomii. Kraje, których terytoria leżą całkowicie lub głównie po zachodniej stronie wododziału, stworzyły w 2016 roku Sojusz Pacyfiku (ang. Pacific Alliance). Jest to stowarzyszenie gospodarcze, w którym w pierwszym etapie kraje członkowskie zredukowały wszystkie cła do poziomu 10%. W perspektywie najbliższych lat cła mają być zniesione całkowicie, a więzi gospodarcze zacieśnione. Toczą się rozmowy dotyczące zniesienia kolejnych barier. Sojusz założyły i przystąpiły do niego Meksyk, Kolumbia, Peru, Chile. Kolejne kraje planują wstąpienie a jeszcze inne są obserwatorami inicjatywy.